# Grano (unità di misura)
Il grano (simbolo: gr, dall'inglese grain) è un'unità di misura di massa usato in vari sistemi di misura, pertanto non esiste una corrispondenza biunivoca con il grammo del SI. È un'unità di misura molto usata nei paesi anglosassoni, in particolare viene usata in ambito agricolo, chimico, gioiellieristico e munizionistico.
Fino al 1527 era conosciuto anche come wheat grain, a causa del suo uso in campo agricolo, e faceva parte del sistema tower.
Tuttora è presente un uso simbologico improprio che coinvolge il grano, infatti accade che il simbolo "gr" (talvolta ancor più erroneamente "gr.") sia usato in luogo di g per indicare una massa in grammi.
Ad oggi la conversione in altre unità di misura tiene comunemente conto della seguente definizione del sistema anglosassone avdp:
Un grano è definito come la massa media d'un chicco di grano, equivalente a 1⁄7000 di libbra avoirdupois.
Pertanto 1 gr equivale a 0,06479891 g, ossia a 64,79891 mg.

## Storia
Fin dall'antichità, i chicchi di frumento sono stati usati dai commercianti mediterranei per definire le unità di massa; venivano usati anche altri semi, soprattutto quelli del carrubo. Secondo una lunga tradizione, 1 carato, la massa di un seme di carrubo (circa 200 mg), era mediamente equivalente alla massa di 4 chicchi di grano. Poiché le masse di queste semenze sono molto variabili, fluttuando particolarmente in funzione del grado d'umidità, questa unità di misura è più una convenzione.
La storia del grano britannico ha origine da un regio decreto nel XIII secolo in Inghilterra, reiterazione di decreti che partono da Offa di Mercia (VIII secolo).
(Tractatus de Ponderibus et Mensuris)
La libbra in questione era la libbra tower, abolita nel 1527, che consisteva in 12 once come la libbra troy, ma era all'incirca il 6% più leggera. La massa delle libbre originali era di 22,5 grani troy, o 32 grani tower. Dal trattato si evince quindi che 7680 grani componevano una libbra tower.
Nel tempo il valore del grano britannico continuò a variare, a seconda dei sistemi di misura con i quali è stato confrontato e delle relative unità di massa; le modifiche al valore si susseguirono fino al 1824, quando venne definito il suo valore attuale.
La libbra è stata ridefinita in fase di prototipazione da Avoirdupois come massa di una quantità di chicchi di grano compresa tra 6992 e 7004. Nell'Imperial Weights and Measures Act del 1824, la libbra avoirdupois è stata ufficialmente e definitivamente definita come massa esatta di 7000 grani; quindi 1 gr equivale a 1⁄7000 lb avdp (la definizione attuale). L'atto del 1855 autorizzò i nuovi standard di misurazione di Miller Avoirdupois in sostituzione di quelli persi nell'incendio che distrusse il palazzo di Westminster nel 1834.

## Tipi di grano
Parallelamente nel tempo sono entrati in uso vari tipi di grano differenti per località o destinazione d'uso. In ogni caso i valori hanno mantenuto lo stesso ordine di grandezza; ad esempio, in campo farmaceutico, 1 gr aveva un valore fluttuante tra un minimo di 60,9 mg in Prussia ed un massimo di 72,9 mg in Austria.

### Grani britannici
Nei paesi anglosassoni si usano come riferimento anche le unità di misura del sistema troy, ovvero la libbra troy e il pennyweight, rispettivamente secondo i rapporti 1⁄5760 e 1⁄24: i risultati convertiti valgono 64,8 milligrammi; la medesima grammatura si otteneva in ambito farmaceutico col sistema apotecario, dove un grano equivaleva ad 1⁄20 di Scruple. Di fatto, i grani avoirdupois, troy e apotecario corrispondono.
Nel campo della misura della massa delle perle un grano valeva 51,84 milligrammi, dopo il valore è stato allineato a quello delle pietre preziose che è un quarto di carato (50 milligrammi).

### Grano spagnolo
In Spagna un grano corrisponde a 48 milligrammi, che sono il risultato di 1⁄12 di tomin.

### Grano veneto
Il grano veneto (abbreviato in g.v.) fu usato nel territorio della Serenissima ed era pari a circa 52 mg.

### Grani dei gioiellieri
In metallurgia, più precisamente in oreficeria, un grano equivale ad 1⁄5 di carato, cioè esattamente 40 milligrammi.
Nel caso di pietre preziose il rapporto è di 1⁄4 di carato per grano, quindi esattamente 50 milligrammi.

## Uso

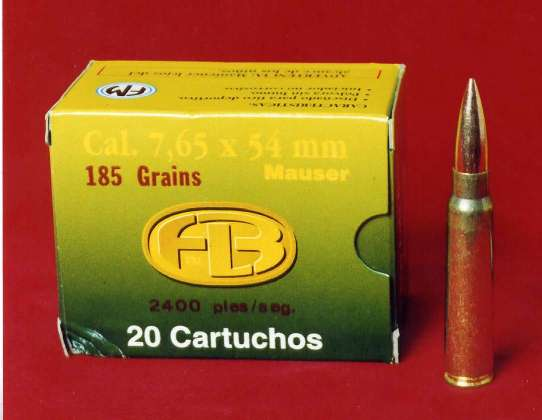
Unità di misura della massa esplicitata per esteso (185 grains).

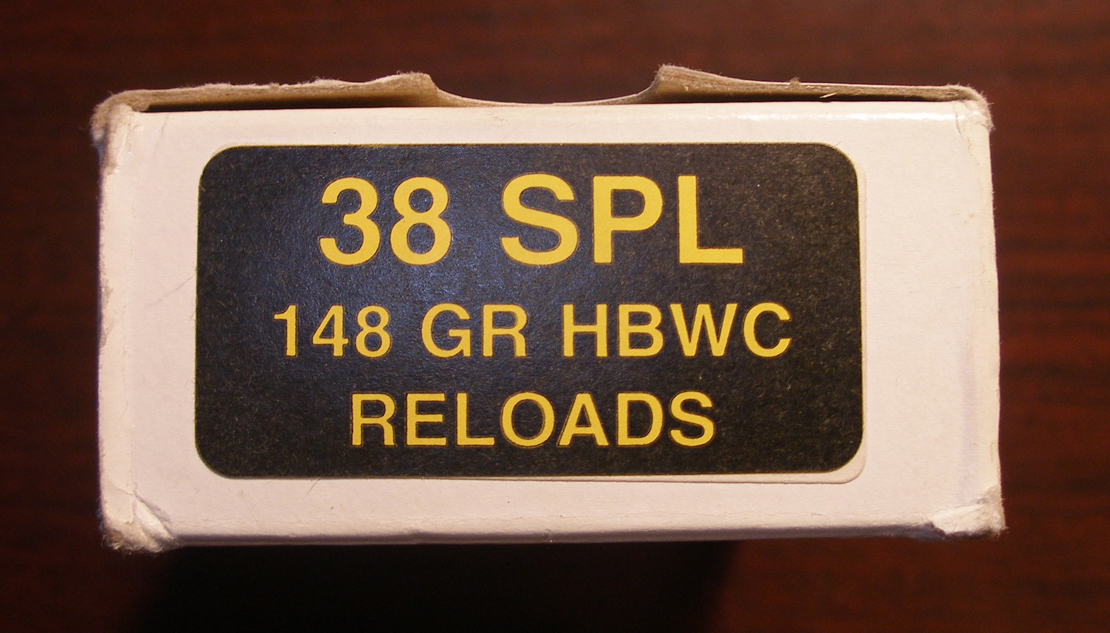
Confezione di cartucce con massa della pallottola espressa in grani (148 gr).

Nonostante l'adozione del SI in molte nazioni, in alcuni campi si fa ancora uso per consuetudine (anche a livello commerciale) di questa unità di misura, come quello delle munizioni o delle polveri piriche (anche in Italia). Nel caso delle munizioni, o di altre misurazioni di masse piccole, questa unità di misura può risultare più comoda per via di un minor ricorso alle cifre decimali.
La massa dell'oro viene misurata in grani anche in contesti non di gioielleria, come ad esempio in odontoiatria quando si usa tale materiale in fogli per rivestire i denti.
Nell'America Settentrionale si usa il grano nel calcolo della durezza dell'acqua valutando la quantità di massa di ossido di calcio dissolta in un gallone americano: l'unità di misura risultante è gpg (grani per gallone). Un gpg convertito in unità del SI equivale a 17,11806 mg⁄dm3.
Altri usi del grano nei paesi dove era in vigore il Sistema imperiale britannico sono quelli di quantificare la quantità di particolato emesso nell'ambiente o l'umidità assoluta: in questi casi l'unità di misura è gpcf (grani per piede cubo). La conversione di tale unità secondo il SI è: 1 gpcf = 2,28835191 g⁄m3.

### Uso improprio
L'uso improprio di questa unità di misura nei confronti del grammo può generare fraintendimenti, motivo per cui capita di trovare il nome scritto per esteso invece del simbolo gr, oppure di trovare il valore della massa esplicitato in entrambe le unità di misura (come nella fotografia nell'incipit della voce).